# (78121) 2002 NF4
(78121) 2002 NF4 es un asteroide perteneciente al cinturón de asteroides, descubierto el 1 de julio de 2002 por el equipo del Near Earth Asteroid Tracking desde el Observatorio Palomar, California, Estados Unidos.

## Designación y nombre
Designado provisionalmente como 2002 NF4.

## Características orbitales
(78121) 2002 NF4 está situado a una distancia media del Sol de 3,056 ua, pudiendo alejarse hasta 3,492 ua y acercarse hasta 2,619 ua. Su excentricidad es 0,143 y la inclinación orbital 0,381 grados. Emplea 1951,24 días en completar una órbita alrededor del Sol.
Los próximos acercamientos a la órbita de Júpiter ocurrirán el 25 de abril de 2026, el 11 de noviembre de 2074 y el 29 de mayo de 2123.

## Características físicas
La magnitud absoluta de (78121) 2002 NF4 es 15,82. Tiene un diámetro de 4.339  km y un albedo geométrico de 0.041.